# Nikos Marinakis
Nikos Marinakis (Heraclión, Creta, Grecia, 12 de septiembre de 1993) es un futbolista de Grecia. Juega de defensa y su equipo actual es el Panathinaikos FC de la Superliga de Grecia.

## Trayectoria
Hecho en  las categorías inferiores del Panathinaikos FC, en junio del 2012 firma un contrato que lo ligaba con el primer equipo hasta 2015. En agosto de 2014 es cedido al Niki Volos FC que por aquel entonces militaba en la Superliga de Grecia, pero regresó al equipo el 2 de enero. Finalmente renovó con el Panathinaikos hasta el final de la temporada 2016/17.

## Clubes y estadísticas
A 22 de febrero de 2017
| Club                | Temporada | Liga | Liga  | Copa | Copa  | Europa* | Europa* | Otros** | Otros** | Total | Total |
| Club                | Temporada | Apps | Goles | Apps | Goles | Apps    | Goles   | Apps    | Goles   | Apps  | Goles |
| ------------------- | --------- | ---- | ----- | ---- | ----- | ------- | ------- | ------- | ------- | ----- | ----- |
| Panathinaikos       | 2013–14   | 19   | 0     | 2    | 0     | 0       | 0       | 1       | 0       | 21    | 0     |
| Niki Volou (cedido) | 2014–15   | 13   | 0     | 0    | 0     | 0       | 0       | 0       | 0       | 13    | 0     |
| Panathinaikos       | 2014–15   | 0    | 0     | 0    | 0     | 0       | 0       | 3       | 0       | 3     | 0     |
| Panathinaikos       | 2015–16   | 14   | 0     | 3    | 0     | 0       | 0       | 1       | 0       | 18    | 0     |
| Panathinaikos       | 2016–17   | 5    | 0     | 2    | 0     | 0       | 0       | 0       | 0       | 7     | 0     |
| TOTAL               | TOTAL     | 51   | 0     | 7    | 0     | 0       | 0       | 5       | 0       | 63    | 0     |

(* incluidos Eurοpa League, Champions League)

(**Play-offs de la Superliga de Grecia)

## Palmarés
Panathinaikos
- Copa de Grecia: 2014

## Curiosidades
Es sobrino del exfutbolista y actual entrenador Petros Marinakis